# Jill Messick
Jill Messick (Los Angeles, 27 de julho de 1967 – Los Angeles, 7 de fevereiro de 2018) foi uma produtora de cinema estadunidense, conhecida pela realização de She's All That (1999), Frida (2002) e Mean Girls (2004).

## Filmografia
- 1999 – She's All That[1] (co-executive producer)
- 2000 – Boys and Girls[1]
- 2001 – Get Over It[1]
- 2002 – Frida[1]
- 2004 – Mean Girls[1]
- 2007 – Hot Rod[1]
- 2008 – Baby Mama[1]
- 2014–2015 – Bad Judge[2]
- 2016 – Masterminds[1]
- 2022 - Minecraft: The movie